# Sbrinz
Le sbrinz est un fromage suisse corsé à pâte dure au lait cru de vache, originaire de Suisse centrale et fort d’une tradition séculaire. Il bénéficie d'une appellation d'origine protégée (AOP) depuis le 24 avril 2002.

## Description

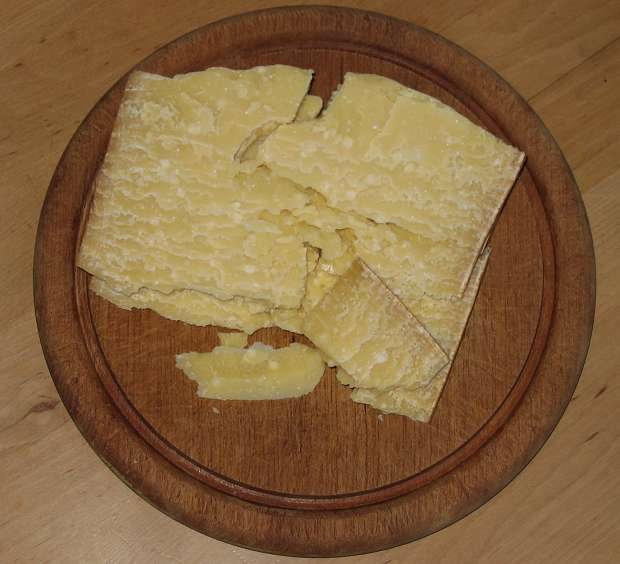
Des tranches d'un sbrinz affiné durant cinq ans.

C'est un fromage à base de lait de vache, à la pâte pressée cuite extra-dure. On peut la briser, la raboter ou la râper. Il se présente sous forme de meule cylindrique mesurant 45 à 65 cm de diamètre pour une hauteur allant de 14 à 17 cm et d'une masse de 25 à 45 kg. Il est affiné durant une période minimale de 18 mois, âge pour lequel il se laissera facilement raboter sous forme de rebibes (copeaux). Mais c'est après un affinage de 22 mois que le sbrinz développe ses pleins arômes.
Il s'achète dans tous les commerces de détails et les grandes surfaces de Suisse. En raison de sa pâte très dure, il se consomme principalement en rebibes (copeaux), ou râpé pour l'ajout dans des plats.

## Historique
Dès le XVIe siècle, des fromages fabriqués selon un procédé traditionnel étaient acheminés de la Suisse centrale à Brienz dans l'Oberland bernois. De là, ils étaient ensuite exportés vers l'Italie. Plusieurs sources historiques attestent que la dénomination sbrinz provient des italiens qui nommèrent ce fromage d'après la place de commerce de Brienz.
Pendant des siècles, une grande partie de la production de sbrinz a été exportée vers l'Italie. Le chemin qui débutait depuis le lac des Quatre-Cantons et qui passait par les cols du Brünig et du Grimsel était connu sous le nom de Sbrinzroute. Une autre partie de la production passait par le col du Saint-Gothard pour ensuite être échangée à Magadino contre du riz, des marrons, du vin ou de l'huile. Un à deux cinquièmes des droits de douane payés aux Uranais concernait le sbrinz.
Le sbrinz a donné naissance à l'emmental et au gruyère et il est, très vraisemblablement, à l'origine du parmesan,.

## Production
L'aire géographique de production de sbrinz comprend les cantons de Lucerne, Schwytz, Obwald, Nidwald et Zoug, le district de Muri (canton d'Argovie) ainsi que les communes d'Obersteckholz, de Lotzwil et de Langenthal (canton de Berne) ainsi que les zones d'approvisionnement en lait des districts See, Gaster et Neutoggenburg du canton de Saint-Gall pour les fromageries Walde (8727 Walde), Steinenbrücke (8722 Kaltbrunn) et Schönenberg (9630 Wattwil). 

## Appellation
La demande pour une appellation d'origine contrôlée suisse (AOC) pour le sbrinz a été déposée le 14 décembre 1998. Il est officiellement enregistré comme AOC le 24 avril 2002.
Depuis le 7 mai 2013, le sbrinz est protégé par une appellation d'origine protégée (AOP) qui remplace désormais l'appellation d'origine contrôlée (AOC).